# Функция кислотности Гаммета
Функция кислотности Гаммета — численное выражение способности среды быть донором протонов по отношению к произвольному основанию, безразмерная величина. Количественный параметр в теории Бренстеда-Лоури, в противовес водородному показателю рН в теории Аррениуса.
Инструментально функция кислотности определяется при помощи ряда индикаторов схожей химической природы (для того, чтобы специфическое взаимодействие с кислотной средой было приблизительно одинаково), при этом используется принцип перекрывания. Первый такой ряд индикаторов в виде серии нитроанилинов был успешно применён Л. Гамметом и А. Дейрупом для измерения кислотности серной кислоты концентрацией до 100 %, на основании чего и возникла так называемая шкала (функция) кислотности Гаммета Н0.
Эта шкала базируется на использовании именно ряда анилинов в качестве индикаторов; принципиальной особенностью Н0 является то, что молекула индикатора I протонируется под действием кислотной среды с образованием частицы НI+. Это условие отличает её от ряда других более поздних шкал, таких как Нr, H+ и H-; в частности, шкала Н- построена на том же ряде индикаторов (с добавлением одного фенола), но используется в основных средах, в которых индикатор HI депротонируется с образованием аниона I− (так называемая функция Стюарта).
Из-за своего исторического преимущества именно функция кислотности Гаммета Н0 наиболее распространена, хотя каких-либо серьёзных достоинств она не имеет.
Использование функции Гаммета как численного параметра кислотности суперкислотных сред рутинно используется в химии карбкатионов. Само понятие суперкислота базируется на функции кислотности. Значения Н0 для классических суперкислот приведены в следующей таблице:
| HClO4      | −13   |
| FSO3H      | −15,1 |
| CF3SO3H    | −14,1 |
| HSO3F-SbF5 | −23   |
| HFabs      | −15,0 |
| HF-SbF5    | −28   |